# سانی جیمز
سانی جیمز (انگلیسی: Sonny James؛ ۱ مهٔ ۱۹۲۸ – ۲۲ فوریهٔ ۲۰۱۶) خواننده و ترانه‌سرا موسیقی کانتری اهل ایالات متحده آمریکا بود. وی در حد فاصل سال‌های ۱۹۵۳ تا ۱۹۸۳ میلادی ۷۲ آلبوم موسیقی منتشر کرد. جیمز در سال ۲۰۰۷ وارد موزه و تالار مفاخر موسیقی کانتری شد.